# 邹兴钜
邹兴钜（？—1940年），字伯庚。清朝湖南新化縣（今邵陽隆回縣）羅洪鄉人，清朝地理學家、鄒氏輿圖世家。
邹永煊长子。早年畢業於武昌方言學堂，后求學于東京帝國大學地理专业。供職于武昌高等師範學校，教授地理。1920年，接辦亞新地學社，在全國開辦業務。1938年，日軍逼近武漢，其將地學社遷址湖南。留有《春秋战国图说》、《中国分省图说》、《英华对照列国图》等。